# هال بريدن
هال بريدن (بالإنجليزية: Hal Breeden)‏ هو لاعب كرة قاعدة أمريكي، ولد في 28 يونيو 1944 في ألباني في الولايات المتحدة.

## وصلات خارجية
- هال بريدن على موقع دوري كرة القاعدة الرئيسي (الإنجليزية)
- هال بريدن على موقع الدوري الياباني لكرة القاعدة (الإنجليزية)
- هال بريدن على موقعبيزبول رفرنس.كوم (الدوري الرئيسي) (الإنجليزية)
- هال بريدن على موقعبيزبول رفرنس.كوم (الدوري الثانوي) (الإنجليزية)
- هال بريدن على موقع مشجعي الرسوم البيانية (الإنجليزية)